# Lon (протеаза)
Lon (протеаза La) — сериновая протеаза в клетках бактерий, митохондриях и хлоропластах эукариот. Принадлежит к важной группе АТФ-зависимых протеаз, куда также относится протеасомы, ClpP , HslVU и FtsH.
По классификации MEROPS относится к семейству S16.

## Структура
Lon состоит из трёх доменов — а) N-концевого, функция которого до конца не известна, но, по-видимому, задействованного в распознавании субстратов; б) АТФ-связывающего, осуществляющего гидролиз АТФ, разворачивание и перемещение полипептидных цепей в следующий, в) протеазный домен, где происходит расщепление субстрата на пептидные фрагменты. Шесть таких белков соединяются вместе, образуя цилиндрический шестичленник-гексамер. Для расщепления полипептидная цепь должна попасть в развёрнутом виде внутрь цилиндра, где спрятан активный центр, что предотвращает действие Lon на случайные клеточные белки, не являющиеся субстратами. Напротив, белки-субстраты распознаются N-концевым доменом и перемещаются к активному центру АТФ-связывающим доменами белка. 
Имеются данные, что два кольца-шестичленника могут соединяться вместе, составляя один большой цилиндр. Причём, похоже, соединяются они АТФ-связывающим и N-концевыми доменами, что отличает Lon от других членов группы, у которых отдельные кольца-многочленника соединены протеазными доменами. Предполагается, что шестичленник способен связывать большие белки или белковые комплексы, а двенадцатичленник — небольшие пептиды или развёрнутые белки, что позволяет регулировать протеолиз в клетке.

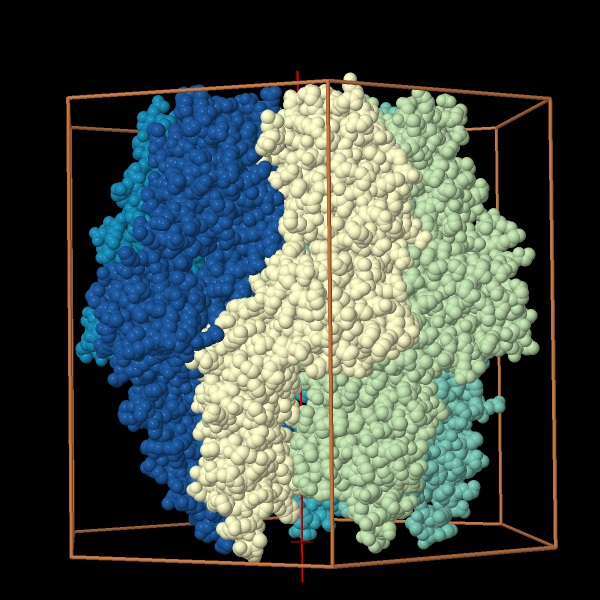
Вид сбоку на гексамер Lon. Отдельные страницы отмечены разным оттенком.

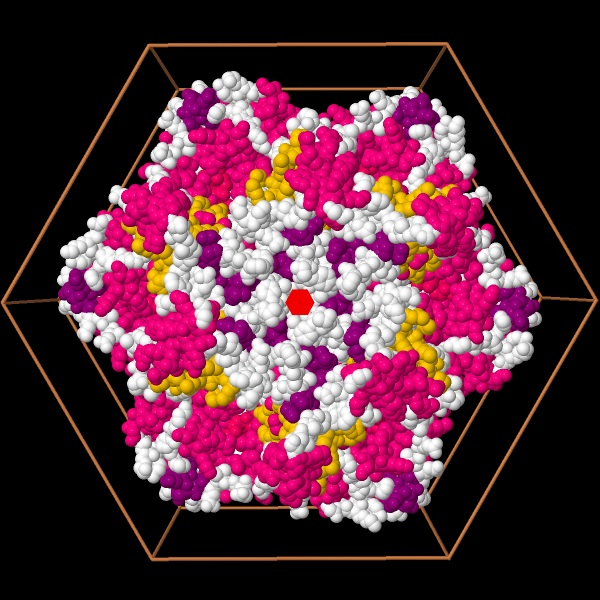
Вид сверху на гексамер Lon. Окраска в соответствии со вторичной структурой.

## Механизм действия
Кристаллическая структура Lon показывает, что в активном центре находится каталитическая диада — Ser и Lys (в отличие от большинства сериновых протеаз, где каталитическую роль играют три аминокислоты — Ser, Asp и His). Исходя из экспериментальных данных, Lon не обладает специфичностью при расщеплении субстрата, проявляя лишь незначительное предпочтение к Leu, Phe и  Ala в положении -1.

## Распространение
Lon имеется почти у всех бактерий (за редким исключением), митохондриях и хлоропластах животных и растений. У некоторых бактерий (например у Bacillus subtilis) содержатся две и более формы Lon, обладающие разной функциональной специфичностью,.

## Субстраты. Функциональное значение.
У Escherichii coli Lon выполняет множество функций. Lon является основной протеазой E. coli, которая распознаёт и разрушает неправильно свёрнутые или аггрегированные белки. В поздней стационарной фазе роста, бактериальная клетка начинает разрушать свободные белки рибосом, чтобы восполнить нехватку аминокислот. Эту функцию также осуществляет Lon. Двумя наиболее известными субстратами являются SulA и RcsA. SulA является ингибиторм клеточного деления, синтезируемым в ответ на повреждение клеточной ДНК. Инактивация Lon в клетках приводит к чувствительности к ультрафиолету — клетки синтезируют SulA, он не разрушается, клетки не делятся, растут в длинные филаменты и в конце концов погибают. RcsA активирует транскрипцию ферментов, синтезирующих колановую кислоту — экзополисахарид, составляющий защитную капсулу бактерии. Соответственно, самый заметный фенотипический признак отсутствия Lon — слизистые колонии на чашках Петри.

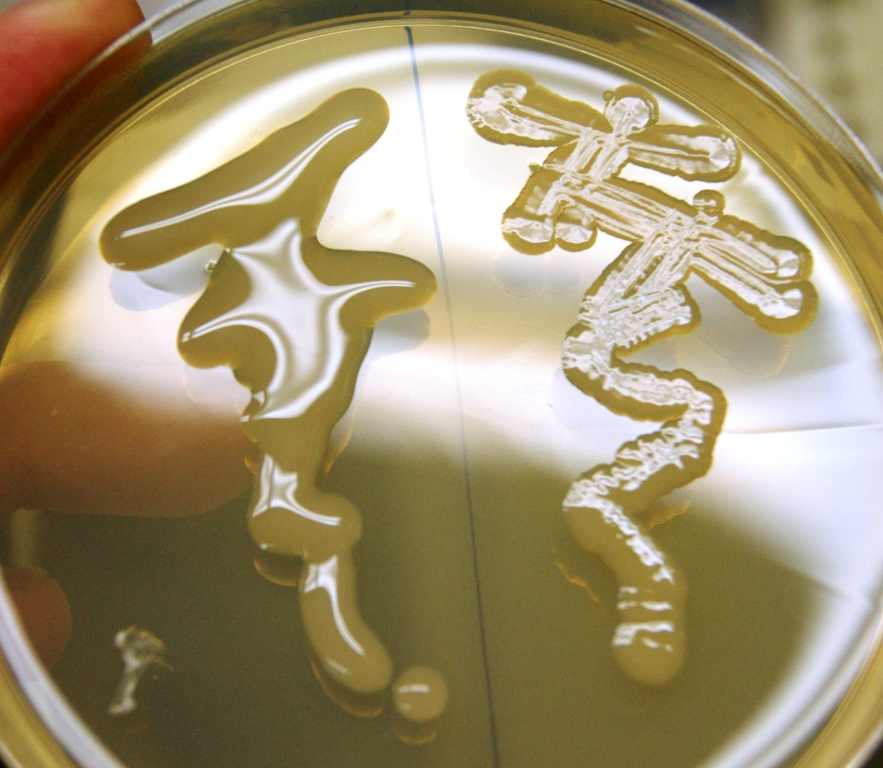
Escherichia coli с инактивированным Lon (слева), обычная Еscherichia coli (справа). Характерный слизистый фенотип.

Lon разрушает белки UmuD и UmuC, которые позволяют клетке синтезировать комплементарную цепь ДНК на повреждённой цепи (однако, совершая при этом множество ошибок). У UmuD Lon разрушает неактивную форму, в то время как активная форма UmuD’ разрушается ClpXP. Lon разрушает оба основных структурных белка телец включения IbpA и IbpB; активаторы транскрипции белков ответа на окислительный стресс SoxS и MarA; а также многие из белков-антитоксинов токсин-антитоксиновых систем, включая CcdA, PemI, PasA, RelB и MazE. 
У B. subtilis — два разных белка Lon: LonA и LonB. LonA участвует в инициации споруляции, в то время как LonB экспрессируется только в новообразующейся споре; у Myxococcus xanthus один из двух генов Lon этого организма — LonD — вовлечён в регуляцию споруляции и формирование плодового тела; у Proteus mirabilis Lon регулирует подвижность; у Salmonella enterica, Pseudomonas syringae и Yersinia pestis — экспрессию компонентов Системы Секреции III Tипа, необходимой для взаимодействия с клетками организма хозяина.
В митохондриях эукариот Lon содержится в матриксе, где разрушает неправильно свёрнутые или повреждённые активными формами кислорода белки. Самыми значимыми субстратами для него являются аконитаза, одна из субъединиц цитохром оксидазы и белок StAR (steroidogenic acute regulatory protein) .

## Специфичность
Lon распознаёт короткие последовательности как на N- (UmuD), так и на С-концах (SulA) белков-субстратов. При этом какой-то общей последовательности для них не обнаружено. Сообщается, что у неправильно свёрнутых белков Lon распознаёт короткие гидрофобные участки, богатые ароматическими аминокислотными остатками.

## Регуляция
Один из промотеров для транскрипции гена lon у E. coli распознаётся сигма фактором σ32, отвечающим за транскрипцию белков теплового шока. Это имеет очевидный смысл, поскольку Lon  распознаёт неправильно свёрнутые белки, количество которых при тепловом шоке резко увеличено.
Также Lon связывается с поли-Р — полимером ортофосфата, синтезируемом в клетках E. coli в ответ на голодание. При этом меняется специфичность в сторону разрушения свободных рибосомных белков, что позволяет временно справиться с аминокислотным голодом.
Фаг Т4 синтезирует белок PinA, который специфически ингибирует Lon. Это вероятно говорит о том, что какие-то из важных для этого фага белков в нормальном состоянии являются субстратами для Lon.

## Интересные факты
Штамм BL-21(DE3), широко используемый для экспрессии рекомбинантных белков является фенотипически Lon минус, так как родительский штамм E. coliB несёт мутацию инактивирующую Lon. Предполагается, что эта мутация увеличивает выход белков склонных к аггрегации или неправильному сворачиванию,.
Некоторые исследователи Lon митохондрий млекопитающих предполагают, что уменьшение активности этого белка может играть существенную роль в процессе старения .